# 新長發
新長發，是上海市的食品公司，以栗子產品著稱。新長發的歷史開始於1938年，當時店舖位於成都北路3號，有“栗子大王”之稱，是上海老字號之一。 1956年，新長發實施公私合營，更名為「新長發果品店」。